# Apollonius (cráter)

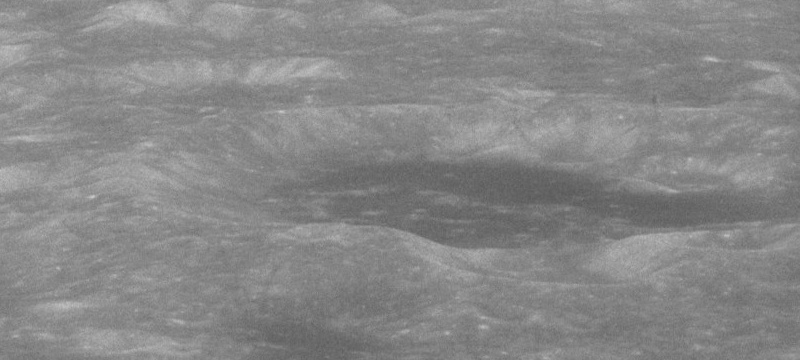
Fotografía de la misión Apolo 11

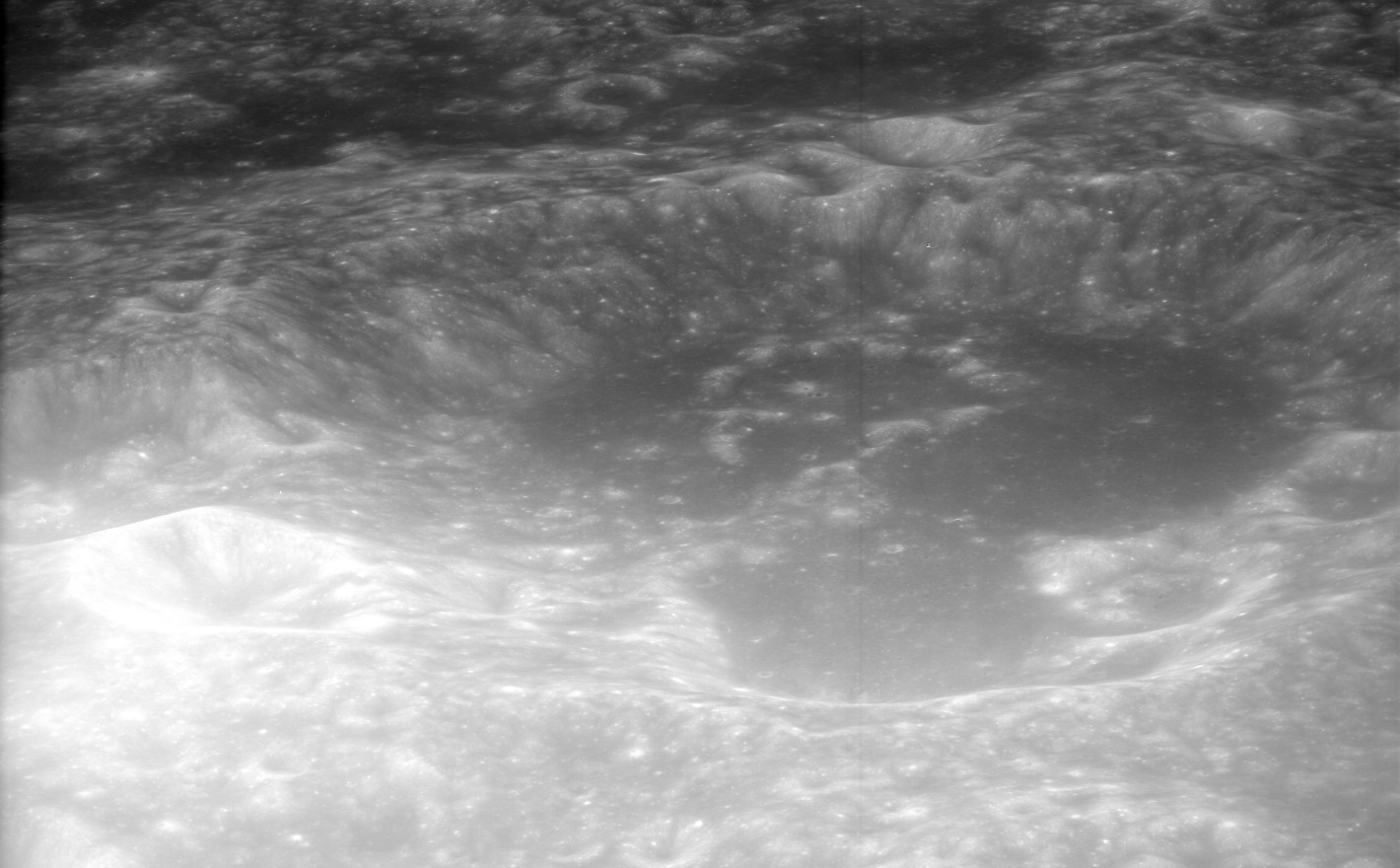
Vista oblicua desde el Apolo 17

Apollonius es un cráter de impacto lunar situado cerca de la extremidad oriental de la Luna. Se encuentra en el Mare Fecunditatis, en la región de las tierras altas al oeste del Mare Undarum y al noreste del Sinus Successus, al suroeste del cráter Firmicus, y al norte de Condon.
El borde externo de Apollonius, ligeramente desgastado, está cubierto por un par de cráteres pequeños (incluyendo a Apollonius E) a través de la pared occidental. El piso interior casi plano recubierto por la lava tiene un albedo bajo. Carece de un pico central o pequeños cráteres notables en la parte inferior.

## Cráteres satélite
Por convención estos elementos son identificados en los mapas lunares poniendo la letra en el lado del punto medio del cráter que está más cerca de Apollonius.
|            | \| Apollonius \| Coordenadas \| Diámetro \| \| ---------- \| -------------------------- \| -------- \| \| A \| 4°48′N 56°48′E / 4.8, 56.8 \| 24 km \| \| B \| 5°42′N 57°36′E / 5.7, 57.6 \| 32 km \| \| E \| 4°24′N 61°54′E / 4.4, 61.9 \| 16 km \| \| F \| 5°36′N 60°00′E / 5.6, 60.0 \| 16 km \| \| H \| 3°24′N 59°36′E / 3.4, 59.6 \| 20 km \| \| J \| 4°36′N 57°30′E / 4.6, 57.5 \| 12 km \| \| L \| 6°30′N 54°36′E / 6.5, 54.6 \| 9 km \| \| M \| 4°48′N 61°54′E / 4.8, 61.9 \| 10 km \| \| N \| 4°48′N 64°06′E / 4.8, 64.1 \| 9 km \| \| S \| 1°06′N 62°36′E / 1.1, 62.6 \| 15 km \| \| U \| 4°54′N 59°54′E / 4.9, 59.9 \| 7 km \| \| V \| 4°24′N 58°12′E / 4.4, 58.2 \| 16 km \| \| X \| 7°00′N 58°06′E / 7.0, 58.1 \| 31 km \| \| Y \| 4°54′N 62°36′E / 4.9, 62.6 \| 10 km \| |          |
| Apollonius | Coordenadas | Diámetro |
| A          | 4°48′N 56°48′E / 4.8, 56.8 | 24 km    |
| B          | 5°42′N 57°36′E / 5.7, 57.6 | 32 km    |
| E          | 4°24′N 61°54′E / 4.4, 61.9 | 16 km    |
| F          | 5°36′N 60°00′E / 5.6, 60.0 | 16 km    |
| H          | 3°24′N 59°36′E / 3.4, 59.6 | 20 km    |
| J          | 4°36′N 57°30′E / 4.6, 57.5 | 12 km    |
| L          | 6°30′N 54°36′E / 6.5, 54.6 | 9 km     |
| M          | 4°48′N 61°54′E / 4.8, 61.9 | 10 km    |
| N          | 4°48′N 64°06′E / 4.8, 64.1 | 9 km     |
| S          | 1°06′N 62°36′E / 1.1, 62.6 | 15 km    |
| U          | 4°54′N 59°54′E / 4.9, 59.9 | 7 km     |
| V          | 4°24′N 58°12′E / 4.4, 58.2 | 16 km    |
| X          | 7°00′N 58°06′E / 7.0, 58.1 | 31 km    |
| Y          | 4°54′N 62°36′E / 4.9, 62.6 | 10 km    |

## Cráteres renombrados

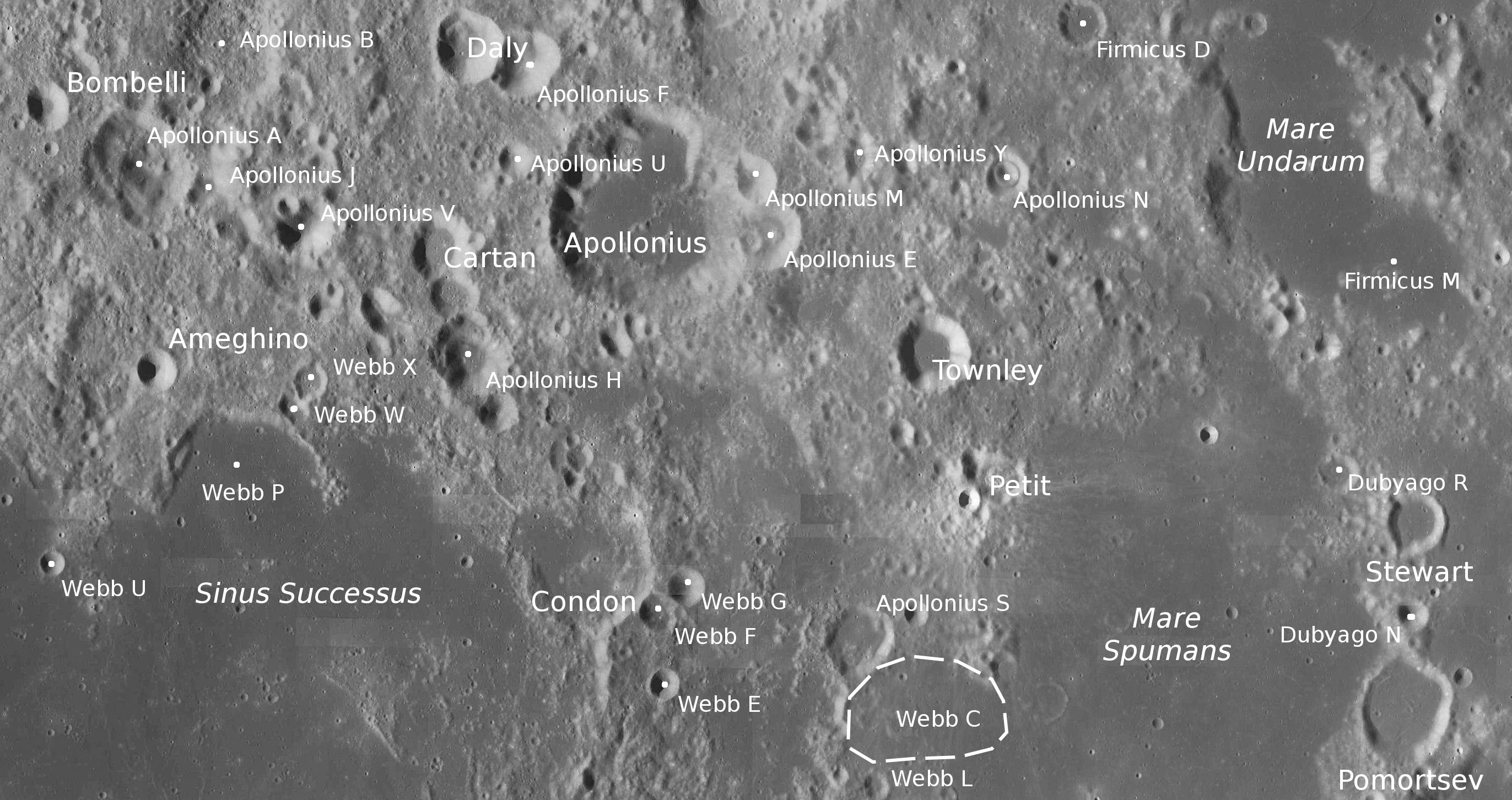
Fotografía de la misión Lunar Reconnaissance Orbiter

Los siguientes cráteres han sido cambiados de nombre por la IAU:
- Apollonius  C -  Ver  Ameghino (cráter).
- Apollonius  D -  Ver  Cartan (cráter).
- Apollonius  G -  Ver  Townley (cráter).
- Apollonius  K -  Ver  Abbot (cráter).
- Apollonius  P -  Ver  Daly (cráter).
- Apollonius  T -  Ver  Bombelli (cráter).
- Apollonius  W -  Ver  Petit (cráter).

## Referencias

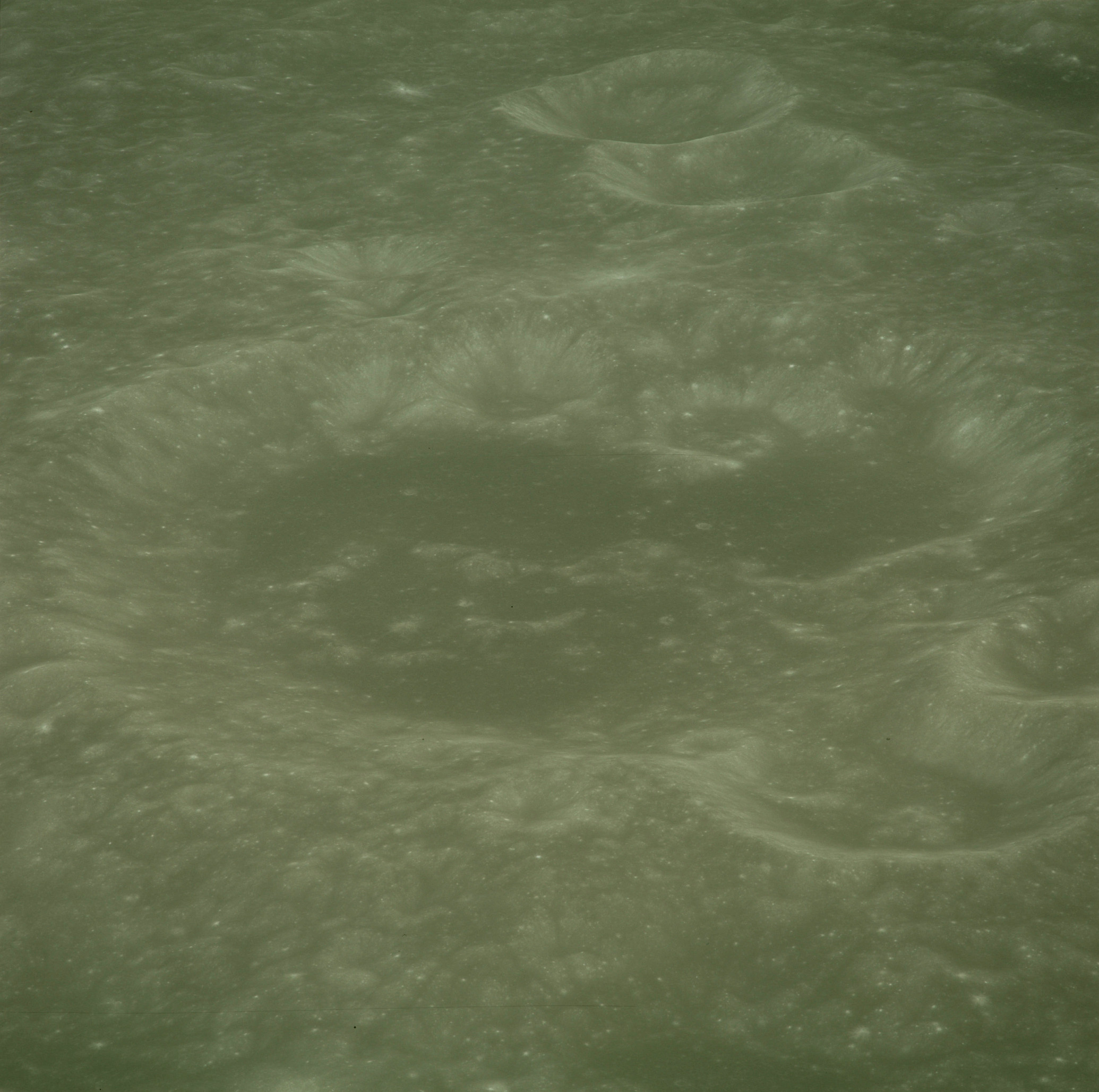
Fotografía de la misión Apolo 10